# Leptinotarsa undecimlineata
Espèce
Leptinotarsa undecimlineata  est une espèce d'insectes coléoptères de la famille des Chrysomelidae, originaire d'Amérique centrale, qui se nourrit sur des plantes de la famille des Solanaceae. C'est un proche parent du doryphore, avec lequel il peut être confondu, mais contrairement à ce dernier, ce n'est pas un ravageur des cultures de pomme de terre.

## Distribution
Amérique centrale et Caraïbes : du Mexique et Cuba jusqu'au Costa Rica et à la Colombie

## Plantes hôtes
Famille des Solanaceae : Solanum mitlese, Solanum lanceolatum Cav., Solanum ochraceoferrugineum (Dunal).